# Măgirești
Măgirești est une commune du județ de Bacău en Roumanie.